# Otilie Hinkeová
Otilie Hinkeová (21. prosince 1878 Zadar, Chorvatsko – 24. března 1941 Praha) byla česká koncertní pěvkyně, hudební pedagožka a překladatelka.

## Životopis
Otilie se narodila českým rodičům Ferdinandu Hinkemu (1849) c. k. vrchnímu geometrovi a Valburze Hinkeové-Angrové (1851), kteří se vzali 9. 2. 1878 v Táboře. Měla tři mladší sourozence: Artura Hinkeho (12. 11. 1881 Lienz), Alojsii Pokornou-Hinkeovou (11. 3. 1884 Imst) a Otakara Hinkeho (15. 2. 1886 Imst).
Studovala na Vyšší dívčí škole ve Valašském Meziříčí. V 16 letech vstoupila do pěvecké školy Pivodovy. Jejími hudebními učiteli byli František Pivoda, Karel Kovařovic, R. Ratke, František Picka a František Spilka. Zpívala mj. v Klubu mladých písně Vítězslava Nováka. Státní zkoušku ze zpěvu složila roku 1899. Podnikala koncertní cesty po Čechách, Moravě, Slezsku (1901–1903) a Švýcarsku (1908).
Vyučovala zpěv ve školách Lukes, Minerva, Marie Pivodová a také ve své škole. Vedla 15 let hlasový výcvik v Pěveckém sdružení pražských učitelek. K jejím žačkám patřily Marie Budíková (od 1921), Zdeňka Schwarzová-Krejčová, K. Millerová, Milada Tarabová, Růžena Vymetalová aj. Vytvořila komorní soubor žaček O. Hinkeové (dirigent Metod Vymetal).
Překládala též z němčiny texty o hudbě (např. pro časopis Česká hudba). V Praze XVI Smíchov bydlela na adrese Tylova 6,

## Dílo

### Některé koncerty
- 25. 3. 1898 Praha. Klub mladých: Stecker: Andulko, huběnko, Kuittl: Něžné ty poupě, Novotný: Koření pro ženění; dvojzpěvy s Ellou Wolfovou: Klička: Umlklo stromů šumění, Novotný: Ráda tě mám, Dvořák, Moravské dvojzpěvy: Voda a pláč, Žalo děvče, Dyby byla kosa nabróšena
- 7. 8. 1903 Praha. Umělecký večer na počest Sjezdu českého učitelstva: Fr. Picka: Až přejde den, Novák: Večer; O. Nedbal: Dudák, dvojzpěv z Ellou Liškovou: Dvořák: Moravské dvojzpěvy
- 15. 3. 1909 Praha. Evangelický akademický spolek Jeronym: Novák: Ukolébavka, Wolf: Na starý obraz, Tůma: Surge illumisare Jerusalem
- 18. 11. 1911 Praha. Večerní akademie České strany křesťansko-sociální: Novák: Balada horská, Nedbal: Dudák
- 28. 4. 1912 Kralupy. Pěvecko-hudební spolek Fibich: K. E. Macan: Připlulo jaro, Tráva, Před svatbou, Ukolébavka ad.